# 도산선
도산선(일본어: 土讃線)은 시코쿠 여객철도의 철도 노선 가운데 하나이다.
일본국유철도 시대는 노선 명칭이 도산 본선(일본어: 土讃本線, どさんほんせん)이었으나 시코쿠 여객철도는 1988년에 노선 명칭을 변경하였다.

## 현재 차량

### 전동차
- 6000계 전동차(다도쓰 ~ 고토히라)
- 7000계 전동차(다도쓰 ~ 고토히라)
- 7200계 전동차(다도쓰 ~ 고토히라)
- 213계 전동차(다도쓰 ~ 고토히라)JR서일본 소유. '라말코토히라'에 사용된다.
- 285계 전동차(다도쓰 ~ 고토히라)JR서일본・JR도카이 소유. 고토히라까지 임시로 연장 운행되는 침대 특급 '선라이즈 세토'에 사용된다.

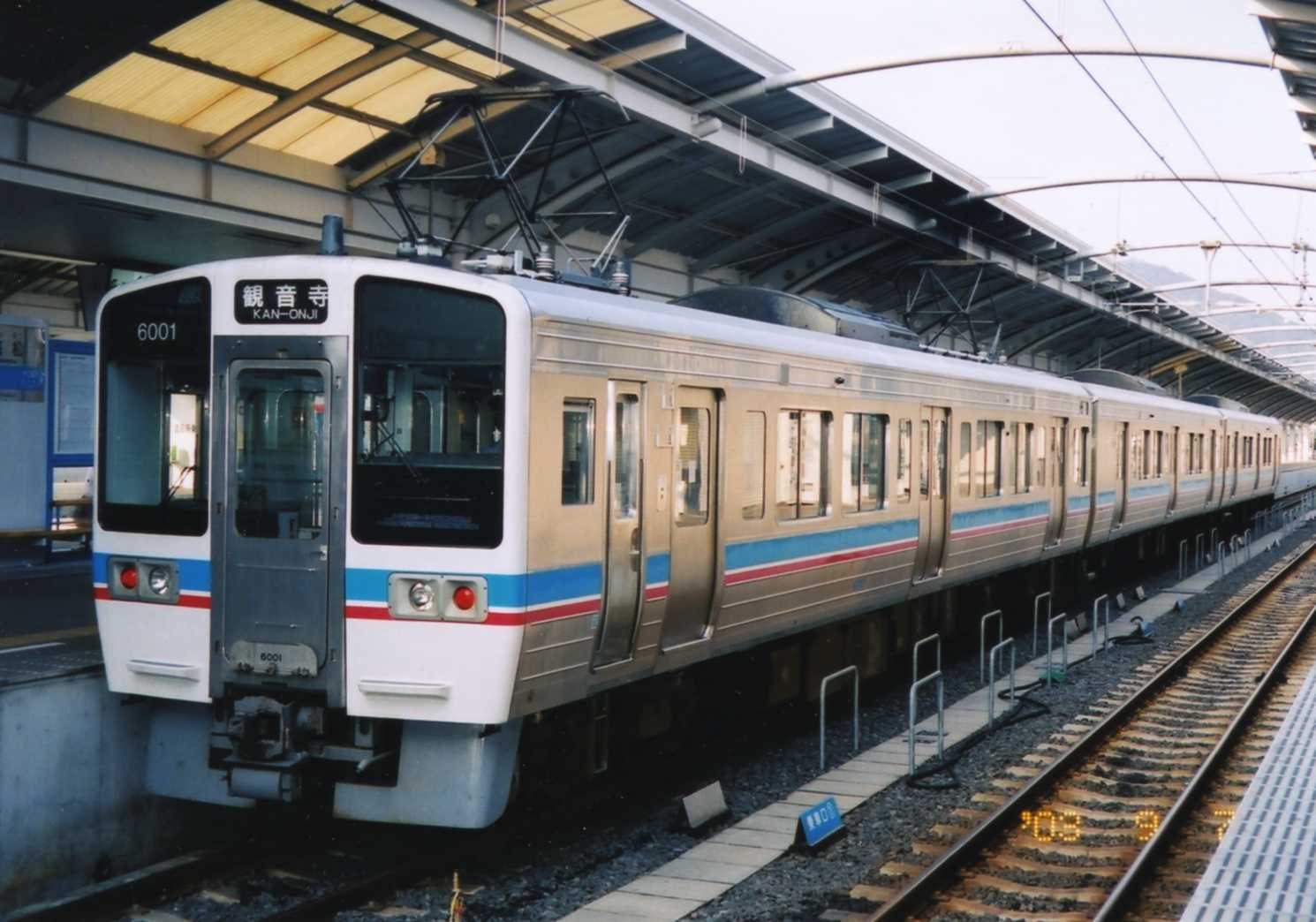
6000계
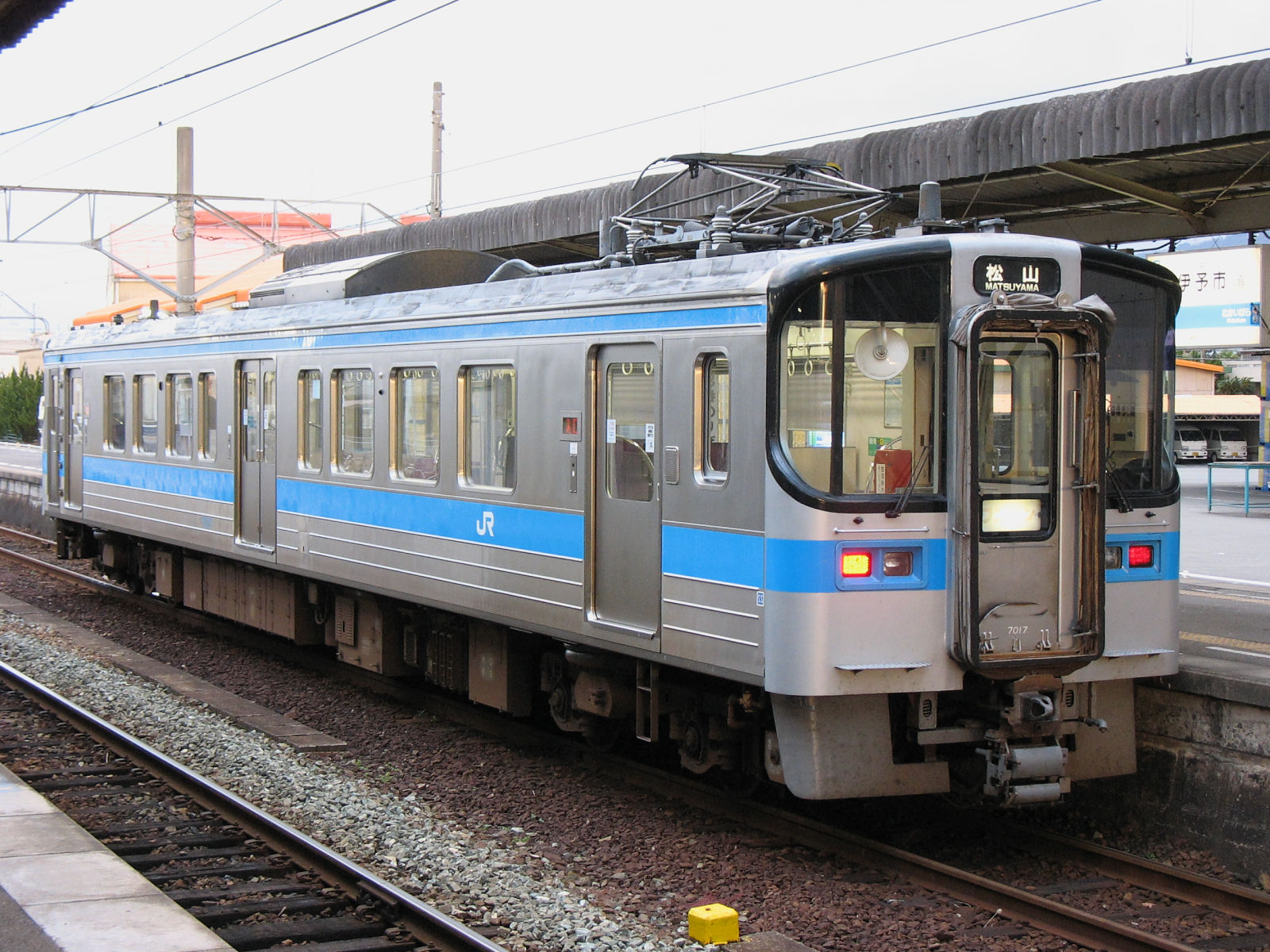
7000계

## 전차량
- 113계 전동차(다도쓰 ~ 고토히라 구간만)
- 115계 전동차(다도쓰 ~ 고토히라 구간만, 서일본 여객철도가 보유함)
- 121계 전동차(다도쓰 ~ 고토히라 구간만)

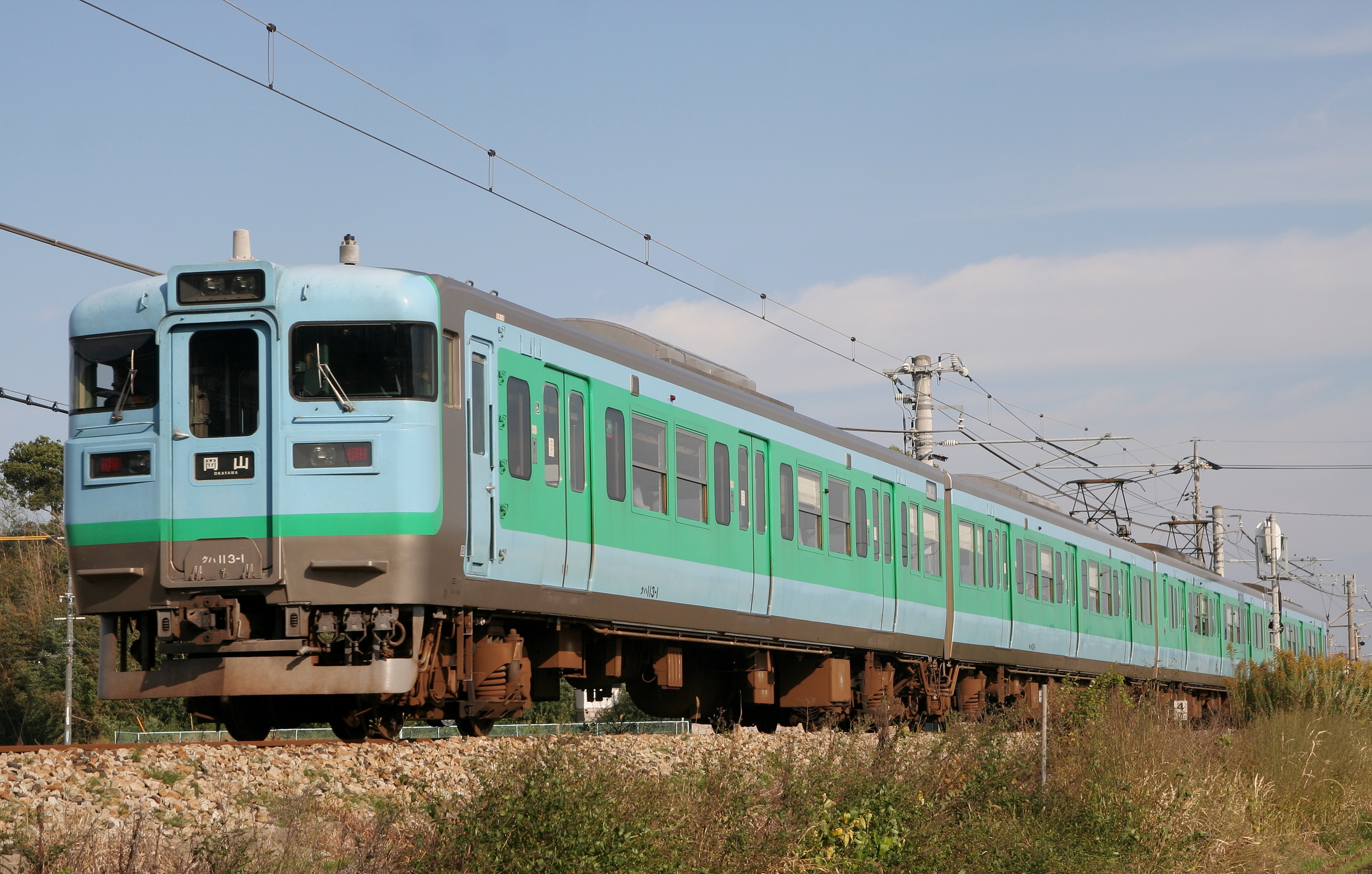
113계
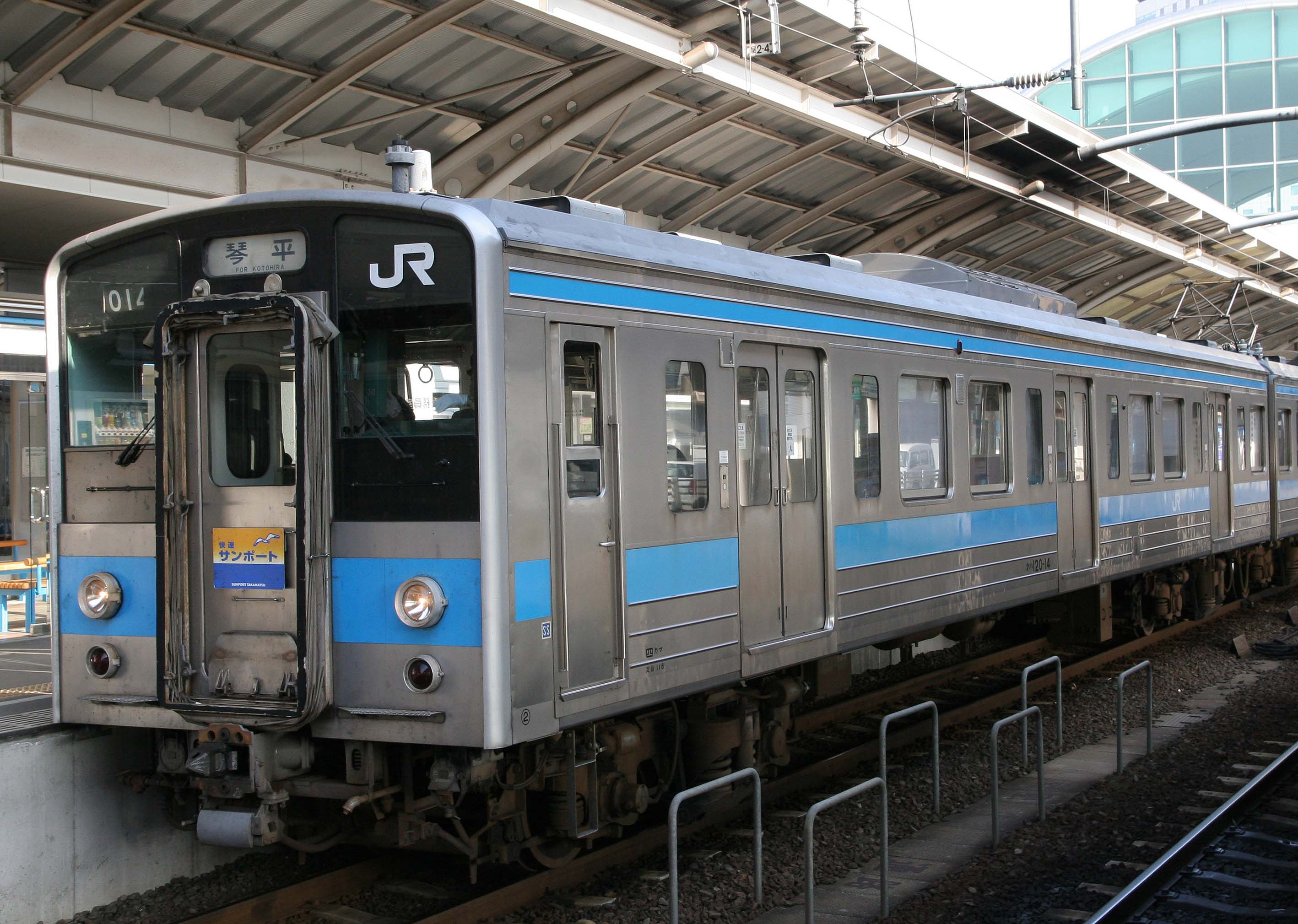
121계

### 동차
- 2000계 동차(특급 열차)
- 1500계 동차(쓰쿠다 ~ 아와이케다, 도쿠시마 선 열차)
- 1200계 동차(쓰쿠다 ~ 아와이케다, 도쿠시마 선 열차)
- 1000계 동차(쓰쿠다 ~ 아와이케다, 도쿠시마 선 열차, 도사야마다 ~ 구보카와)
- 키하185계 동차(도쿠시마 선 특급 열차, 오보케 광차 열차)
- 키하47형 동차(쓰쿠다 ~ 아와이케다, 도쿠시마 선 열차)
- 키하32형 동차(다도쓰 ~ 스사키)
- 키하54형 동차(다도쓰 ~ 스사키)
- 도사쿠로시오 철도 9640형 동차(도사마야다 ~ 고치)

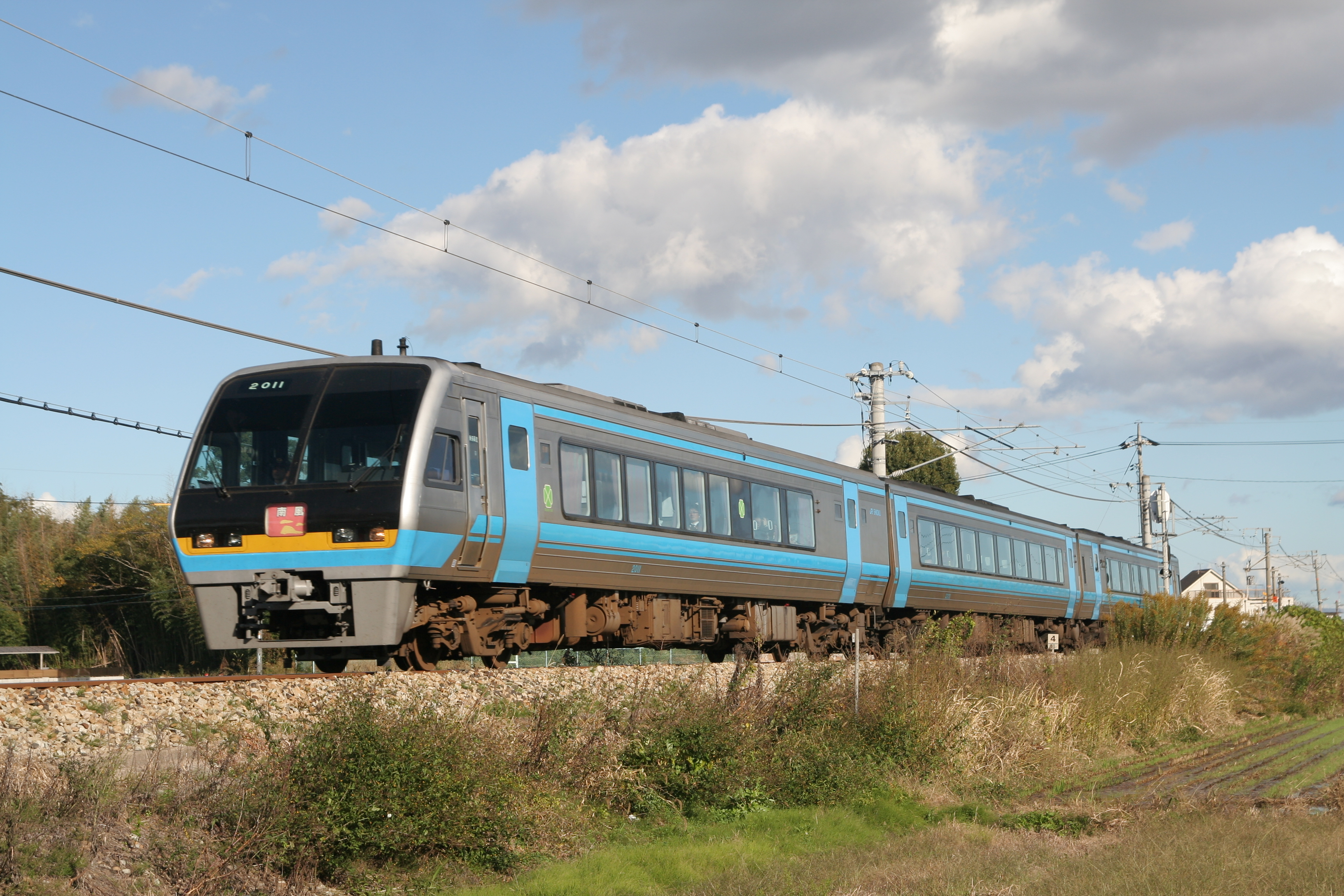
2000계
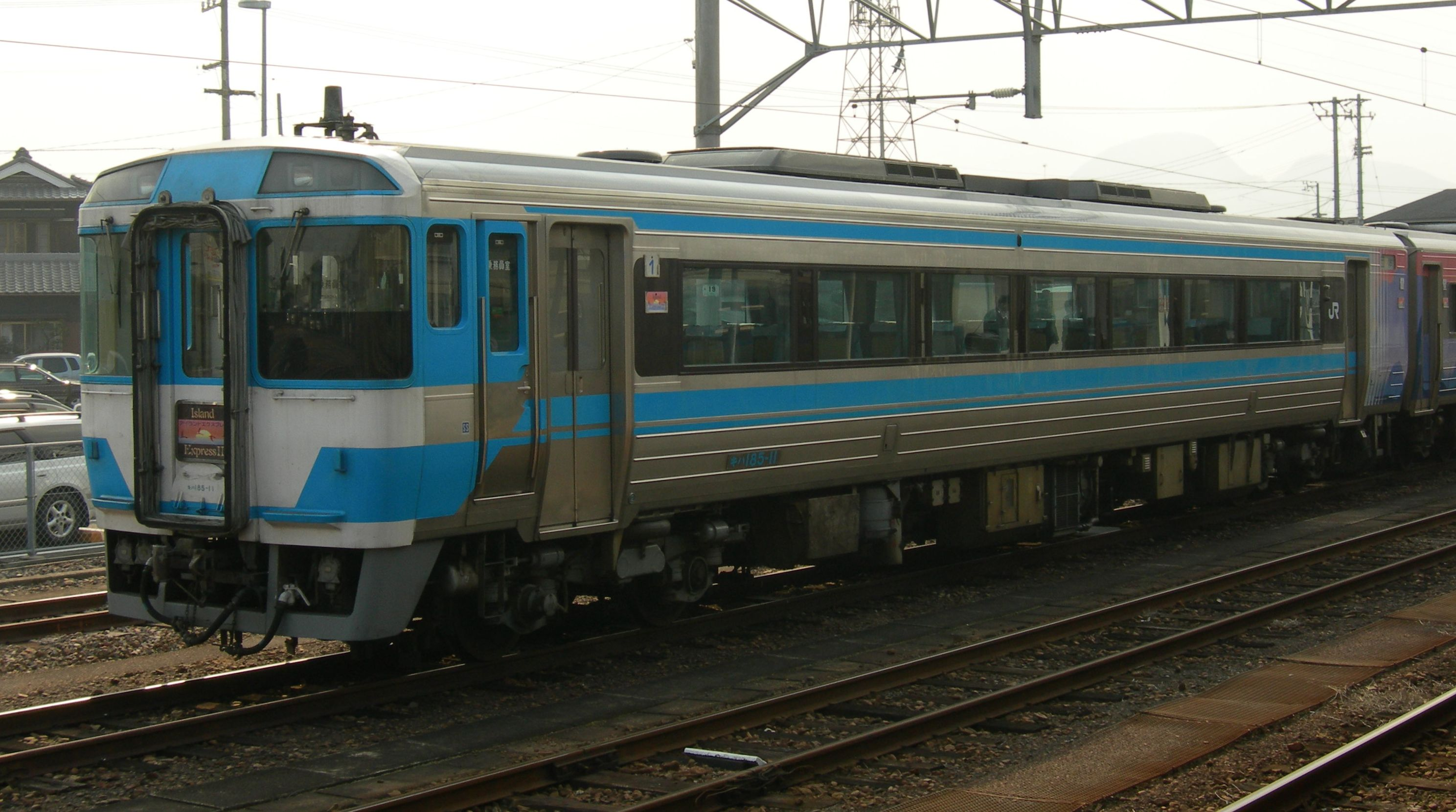
키하185계
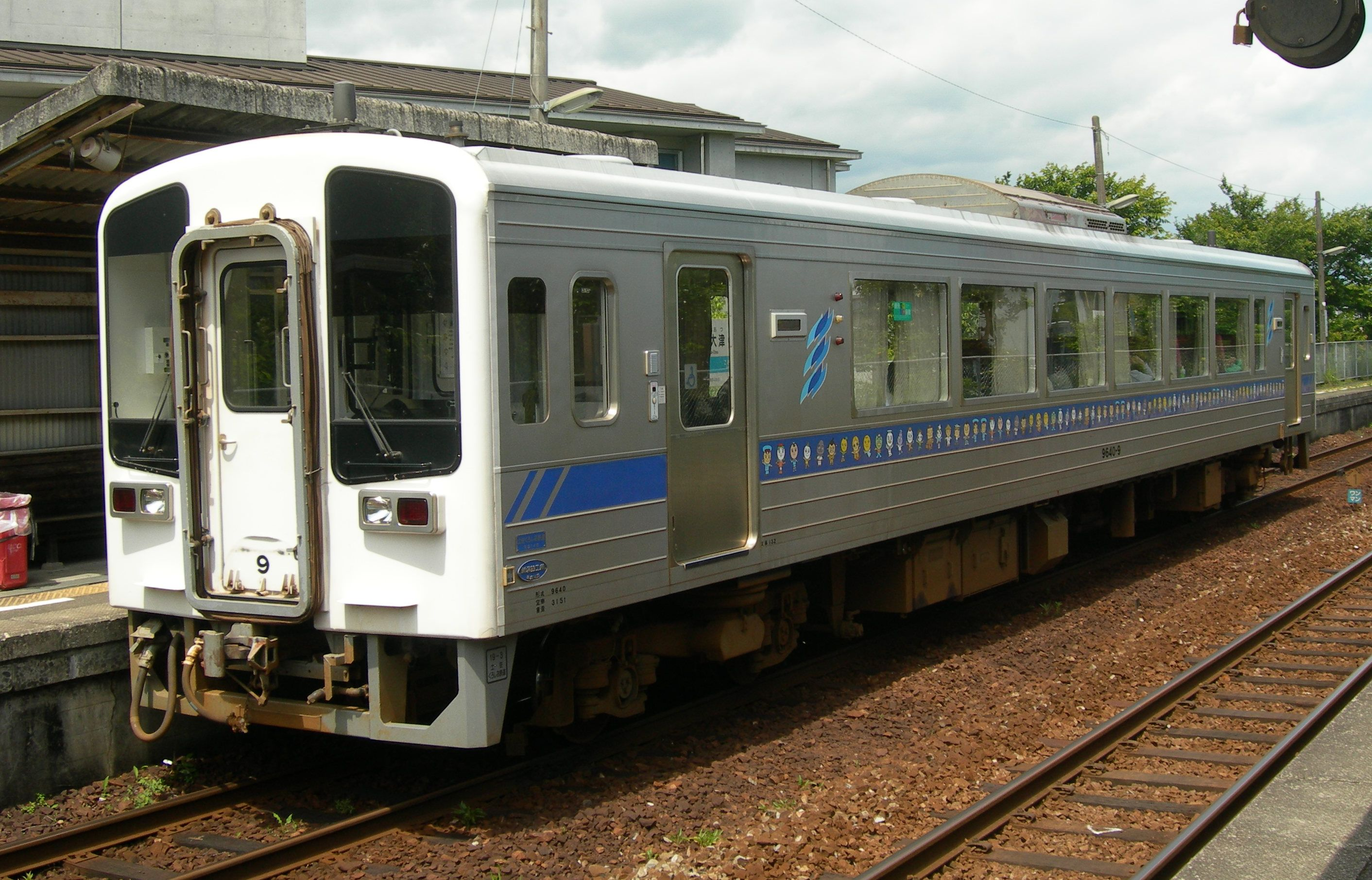
도사쿠로시오 철도 9640형
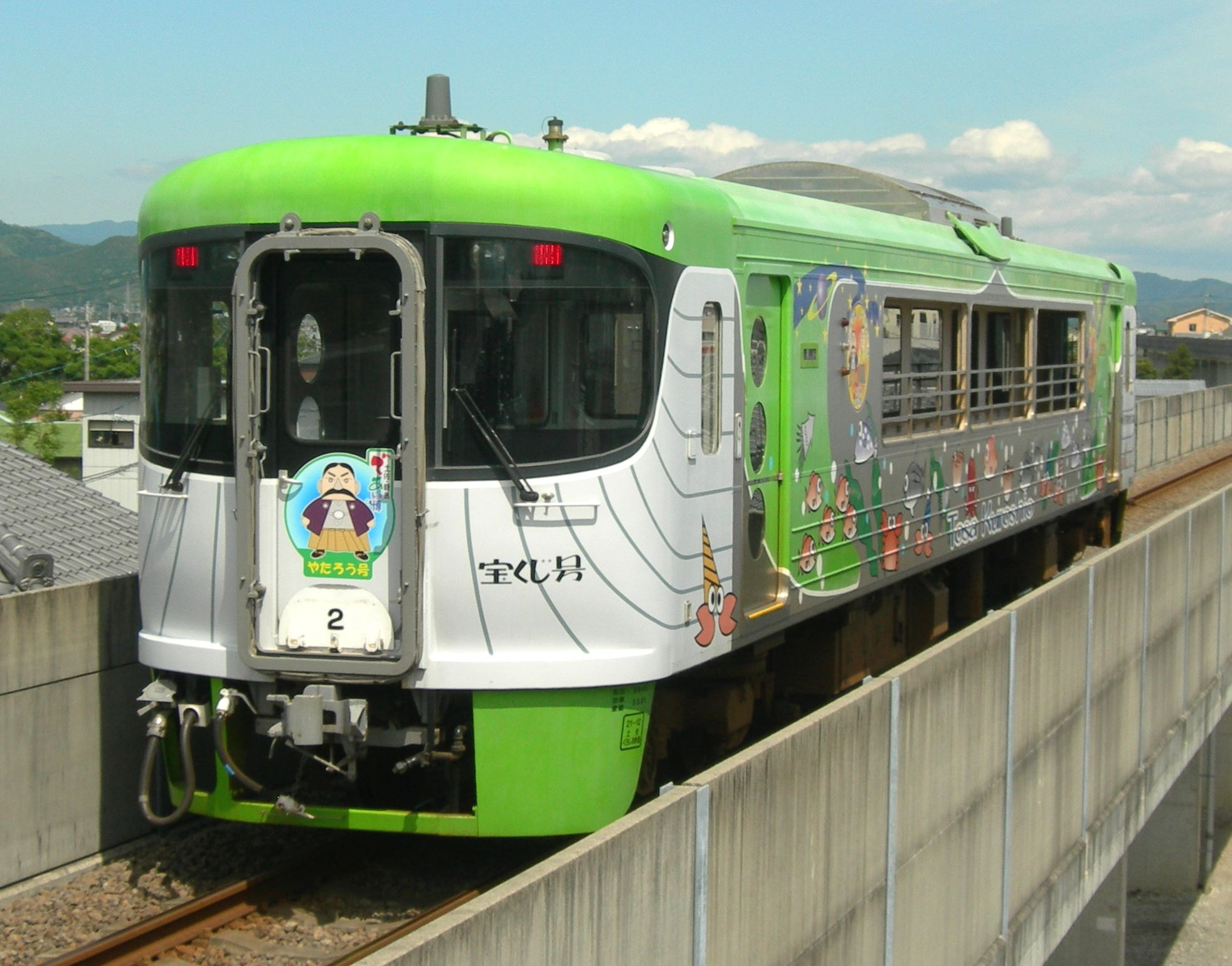
도사쿠로시오 철도 9640형

## 역 목록
※ 범례: ◇: 엇갈리기 가능함, ｜: 단선 승강장임, ▼: 스위치백 철도역임
| 역 번호   | 역 이름        | 일본어 이름 | 전철화 선로 형태 ※ | 영업 거리 (km) | 접속 노선                                                   | 소재지              | 소재지              | 소재지                                     |
| --------- | -------------- | ----------- | ------------------ | -------------- | ----------------------------------------------------------- | ------------------- | ------------------- | ------------------------------------------ |
| D 12      | 다도쓰         | 多度津      | ◇                  | 0.0            | 요산선                                                      | 가가와현            | 나카타도군 다도쓰정 | 나카타도군 다도쓰정                        |
| D 13      | 곤조지         | 金蔵寺      | ◇                  | 3.7            |                                                             | 가가와현            | 젠쓰지시            | 젠쓰지시                                   |
| D 14      | 젠쓰지         | 善通寺      | ◇                  | 6.0            |                                                             | 가가와현            | 젠쓰지시            | 젠쓰지시                                   |
| D 15      | 고토히라       | 琴平        | ◇                  | 11.3           | 다카마쓰코토히라 전기 철도 고토히라 선 (고토덴 고토히라 역) | 가가와현            | 나카타도 군         | 고토히라정                                 |
| D 16      | 시오이리       | 塩入        | ◇                  | 17.7           |                                                             | 가가와현            | 나카타도 군         | 만노정                                     |
| D 17      | 구로카와       | 黒川        | ｜                 | 21.6           |                                                             | 가가와현            | 나카타도 군         | 만노정                                     |
| D 18      | 사누키사이다   | 讃岐財田    | ◇                  | 23.9           | 미토요시                                                    | 미토요시            |                     |                                            |
| D 19      | 쓰보지리       | 坪尻        | ▼                  | 32.1           | 도쿠시마현 미요시시                                         | 도쿠시마현 미요시시 | 도쿠시마현 미요시시 |                                            |
| D 20      | 하시쿠라       | 箸蔵        | ◇                  | 35.4           | 도쿠시마현 미요시시                                         | 도쿠시마현 미요시시 | 도쿠시마현 미요시시 |                                            |
| D 21      | 쓰쿠다         | 佃          | ◇                  | 38.8           | 도쿠시마현 미요시시                                         | 도쿠시마현 미요시시 | 도쿠시마현 미요시시 | 도쿠시마 선                                |
| D 22      | 아와이케다     | 阿波池田    | ◇                  | 43.9           | 도쿠시마현 미요시시                                         | 도쿠시마현 미요시시 | 도쿠시마현 미요시시 |                                            |
| D 23      | 미나와         | 三縄        | ◇                  | 47.8           | 도쿠시마현 미요시시                                         | 도쿠시마현 미요시시 | 도쿠시마현 미요시시 |                                            |
| D 24      | 이야구치       | 祖谷口      | ｜                 | 52.3           | 도쿠시마현 미요시시                                         | 도쿠시마현 미요시시 | 도쿠시마현 미요시시 |                                            |
| D 25      | 아와카와구치   | 阿波川口    | ◇                  | 55.1           | 도쿠시마현 미요시시                                         | 도쿠시마현 미요시시 | 도쿠시마현 미요시시 |                                            |
| D 26      | 고보케         | 小歩危      | ◇                  | 59.8           | 도쿠시마현 미요시시                                         | 도쿠시마현 미요시시 | 도쿠시마현 미요시시 |                                            |
| D 27      | 오보케         | 大歩危      | ◇                  | 65.5           | 도쿠시마현 미요시시                                         | 도쿠시마현 미요시시 | 도쿠시마현 미요시시 |                                            |
| D 28      | 도사이와하라   | 土佐岩原    | ◇                  | 72.7           | 고치현                                                      | 나가오카군 오토요정 | 나가오카군 오토요정 |                                            |
| D 29      | 도요나가       | 豊永        | ◇                  | 76.7           | 고치현                                                      | 나가오카군 오토요정 | 나가오카군 오토요정 |                                            |
| D 30      | 오타구치       | 大田口      | ◇                  | 80.4           | 고치현                                                      | 나가오카군 오토요정 | 나가오카군 오토요정 |                                            |
| D 31      | 도사아나나이   | 土佐穴内    | ｜                 | 83.2           | 고치현                                                      | 나가오카군 오토요정 | 나가오카군 오토요정 |                                            |
| D 32      | 오스기         | 大杉        | ◇                  | 87.2           | 고치현                                                      | 나가오카군 오토요정 | 나가오카군 오토요정 |                                            |
| D 33      | 도사키타가와   | 土佐北川    | ◇                  | 93.3           | 고치현                                                      | 나가오카군 오토요정 | 나가오카군 오토요정 |                                            |
| D 34      | 가쿠모다니     | 角茂谷      | ｜                 | 95.5           | 고치현                                                      | 나가오카군 오토요정 | 나가오카군 오토요정 |                                            |
| D 35      | 시게토         | 繁藤        | ◇                  | 97.6           | 고치현                                                      | 가미시              | 가미시              |                                            |
| D 36      | 신가이         | 新改        | ▼                  | 103.9          | 고치현                                                      | 가미시              | 가미시              |                                            |
| D 37      | 도사야마다     | 土佐山田    | ◇                  | 111.3          | 고치현                                                      | 가미시              | 가미시              |                                            |
| D 38      | 야마다니시마치 | 山田西町    | ｜                 | 112.1          | 고치현                                                      | 가미시              | 가미시              |                                            |
| D 39      | 도사나가오카   | 土佐長岡    | ｜                 | 114.1          | 고치현                                                      | 난코쿠시            | 난코쿠시            |                                            |
| D 40      | 고멘           | 後免        | ◇                  | 116.2          | 고치현                                                      | 난코쿠시            | 난코쿠시            | 도사쿠로시오 철도 아사 선 (고멘·나하리 선) |
| D 41      | 도사오쓰       | 土佐大津    | ◇                  | 119.4          | 고치현                                                      |                     | 고치시              | 고치시                                     |
| D 42      | 누노시다       | 布師田      | ｜                 | 121.4          | 고치현                                                      |                     | 고치시              | 고치시                                     |
| D 43      | 도사잇쿠       | 土佐一宮    | ◇                  | 122.7          | 고치현                                                      |                     | 고치시              | 고치시                                     |
| D 44      | 아조노         | 薊野        | ◇                  | 124.5          | 고치현                                                      |                     | 고치시              | 고치시                                     |
| D 45 K 00 | 고치           | 高知        | ◇                  | 126.6          | 고치현                                                      | 도사 전기 철도      | 고치시              | 고치시                                     |
| K 01      | 이리아케       | 入明        | ｜                 | 127.9          | 고치현                                                      |                     | 고치시              | 고치시                                     |
| K 02      | 엔교지구치     | 円行寺口    | ｜                 | 128.7          | 고치현                                                      |                     | 고치시              | 고치시                                     |
| K 03      | 아사히         | 旭          | ◇                  | 130.2          | 고치현                                                      | 도사 전기 철도      | 고치시              | 고치시                                     |
| K 04      | 고치쇼고마에   | 高知商業前  | ｜                 | 131.3          | 고치현                                                      | 도사 전기 철도      | 고치시              | 고치시                                     |
| K 05      | 아사쿠라       | 朝倉        | ◇                  | 132.7          | 고치현                                                      | 도사 전기 철도      | 고치시              | 고치시                                     |
| K 06      | 에다가와       | 枝川        | ｜                 | 136.2          | 고치현                                                      | 도사 전기 철도      | 아가와군 이노정     | 아가와군 이노정                            |
| K 07      | 이노           | 伊野        | ◇                  | 138.0          | 고치현                                                      | 도사 전기 철도      | 아가와군 이노정     | 아가와군 이노정                            |
| K 08      | 하카와         | 波川        | ｜                 | 139.5          | 고치현                                                      |                     | 아가와군 이노정     | 아가와군 이노정                            |
| K 08-1    | 오무라진자마에 | 小村神社前  | ｜                 | 141.6          | 고치현                                                      | 다카오카군          | 히다카촌            |                                            |
| K 09      | 구사카         | 日下        | ◇                  | 143.7          | 고치현                                                      | 다카오카군          | 히다카촌            |                                            |
| K 10      | 오카바나       | 岡花        | ｜                 | 145.7          | 고치현                                                      | 다카오카군          | 히다카촌            |                                            |
| K 11      | 도사카모       | 土佐加茂    | ◇                  | 148.6          | 고치현                                                      | 다카오카군          | 사카와정            |                                            |
| K 12      | 니시사카와     | 西佐川      | ◇                  | 152.4          | 고치현                                                      | 다카오카군          | 사카와정            |                                            |
| K 13      | 사카와         | 佐川        | ◇                  | 154.2          | 고치현                                                      | 다카오카군          | 사카와정            |                                            |
| K 14      | 에리노노       | 襟野々      | ｜                 | 156.0          | 고치현                                                      | 다카오카군          | 사카와정            |                                            |
| K 15      | 도가노         | 斗賀野      | ◇                  | 158.0          | 고치현                                                      | 다카오카군          | 사카와정            |                                            |
| K 16      | 아소           | 吾桑        | ◇                  | 163.4          | 고치현                                                      | 스사키시            | 스사키시            |                                            |
| K 17      | 오노고         | 多ノ郷      | ◇                  | 166.1          | 고치현                                                      | 스사키시            | 스사키시            |                                            |
| K 18      | 오마           | 大間        | ｜                 | 167.0          | 고치현                                                      | 스사키시            | 스사키시            |                                            |
| K 19      | 스사키         | 須崎        | ◇                  | 168.7          | 고치현                                                      | 스사키시            | 스사키시            |                                            |
| K 20      | 도사신조       | 土佐新荘    | ｜                 | 170.6          | 고치현                                                      | 스사키시            | 스사키시            |                                            |
| K 21      | 아와           | 安和        | ｜                 | 173.6          | 고치현                                                      | 스사키시            | 스사키시            |                                            |
| K 22      | 도사쿠레       | 土佐久礼    | ◇                  | 179.7          | 고치현                                                      | 다카오카 군         | 나카토사정          |                                            |
| K 23      | 가게노         | 影野        | ◇                  | 190.4          | 고치현                                                      | 다카오카 군         | 시만토정            |                                            |
| K 24      | 로쿠탄지       | 六反地      | ｜                 | 192.2          | 고치현                                                      | 다카오카 군         | 시만토정            |                                            |
| K 25      | 니다           | 仁井田      | ｜                 | 194.2          | 고치현                                                      | 다카오카 군         | 시만토정            |                                            |
| K 26      | 구보카와       | 窪川        | ◇                  | 198.7          | 고치현                                                      | 다카오카 군         | 시만토정            | 도사쿠로시오 철도 나카무라 선              |